# トランプ

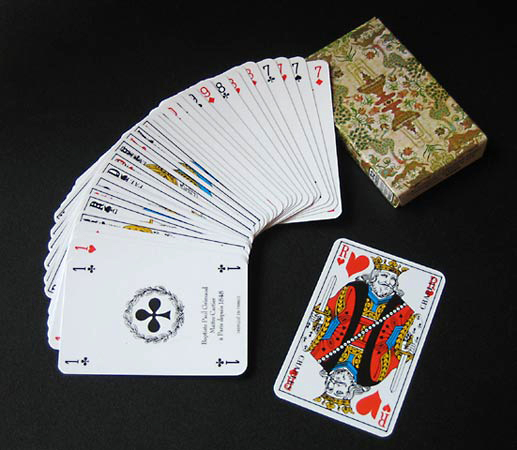
フランスのカード。「1」から始まる（「A」ではない）。Roi de cœur ロワ・ド・クール（＝ハートのキング）が1枚見せてある。フランスのカードは、王などに具体的な人物像があてはめられていて、絵が1枚1枚異なっている。

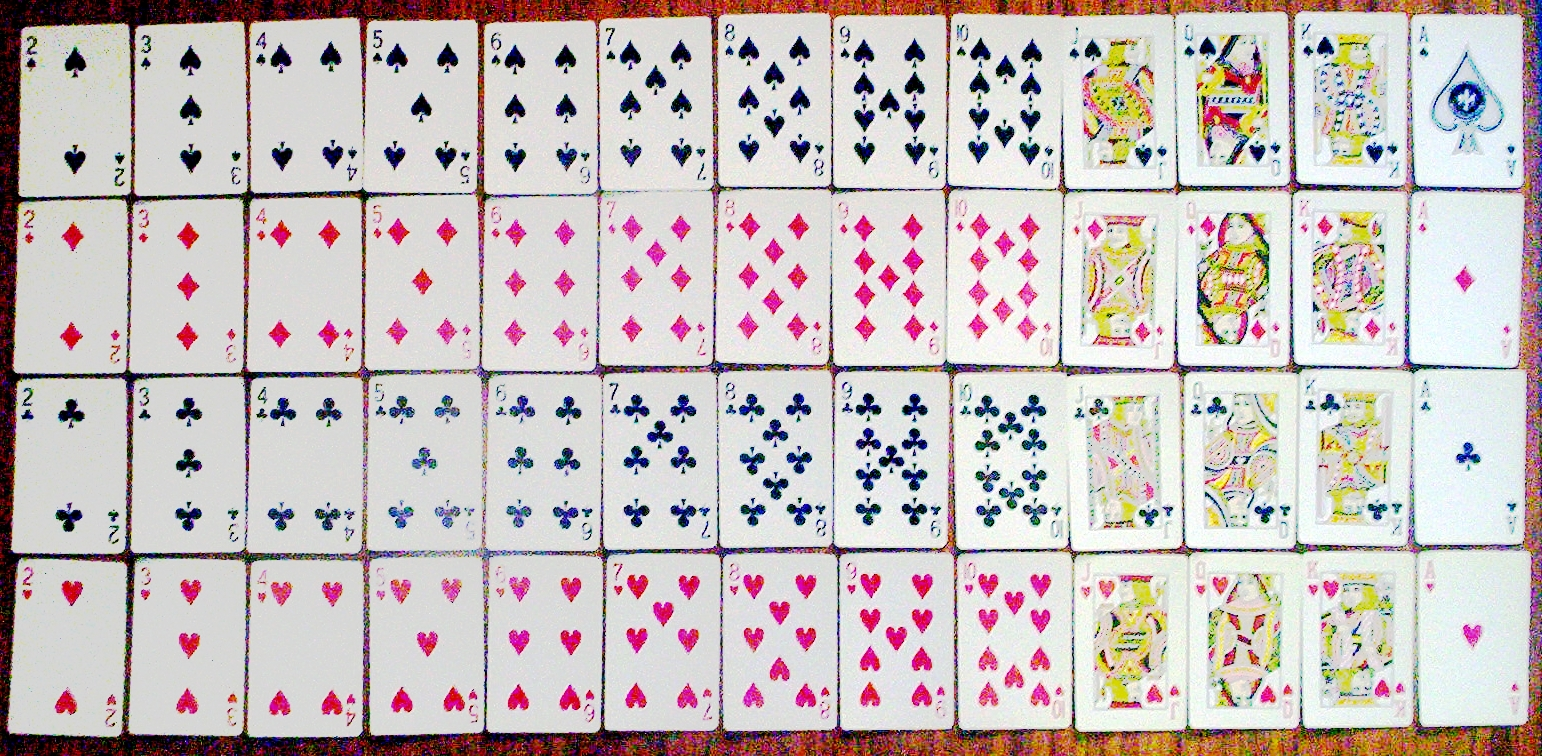
英米式カードの52枚セット。これにジョーカーが加わる。英語圏で普及。明治以降の日本でも普及した。

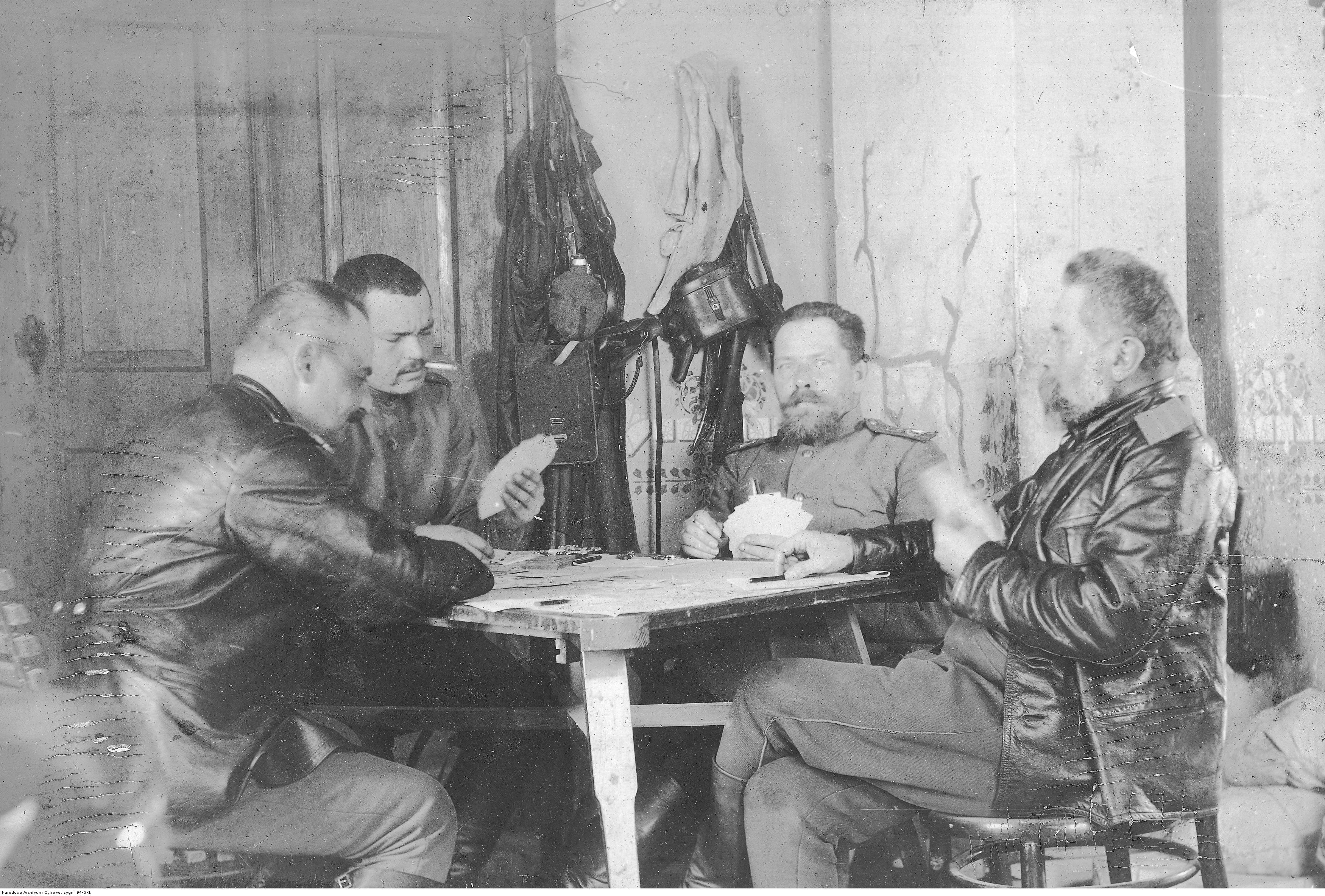
トランプゲームに興じるロシアの士官（1914年頃撮影）。

トランプ（Trump）は、日本ではカードを使用した室内用の玩具を指すために用いられている用語で、もっぱら4種各13枚の計52枚 (+α) を1セットとするタイプのものを指して言うことが多い。「プレイング・カード」（英語: Playing card)「西洋かるた」とも。多種多様なゲームに用いられるほか、占いの道具としても手品（マジック）の小道具としてもよく用いられる。
起源についてははっきりしておらず諸説あるが、中国など東方で発生したものがイスラーム圏に、そしてヨーロッパに伝えられた、とするのが、ひとつの有力な説である（→#歴史）。日本では16世紀にポルトガルからラテン・スートのタイプが伝来し普及したが、明治以降の日本では英米式のカードが普及している（→#日本で一般的なカード）。

## 呼称
日本語では「トランプ」と呼ぶ習慣になっている。英語の trump は本来は幾種類かのゲームのルールにある切り札の意味で、「トランプ」という語をゲーム中で使うコントラクトブリッジなどでは注意が必要である。16世紀にポルトガルから伝来したので、ポルトガル語 carta を音写して以前には「かるた」とも言った。
世界の各地域によって呼び方は異なる。南欧各地では、スペイン語の “baraja・naipes” のようにトランプを意味する専用の語がある。一方で、フランス語 ‹ carte à jouer キャルト・ア・ジュエ›、英語 “playing cards” はともに「遊戯用カード」という意の一般的な表現にもなっている。
日本語の場合のような捻れ現象は珍しくなく、特定のゲームの名前がトランプを指すようになった言語もある。例えばギリシャ語の「τράπουλα（）」は、ベネチアの古いゲームの名であるトラッポラに由来し、中国語の「撲克（プーコー）牌」やタイ語の「ไพ่ป๊อก（）」はポーカーに由来し、またベトナム北部で「tú lơ khơ（）」と呼ぶのは、ロシアで人気のあるドゥラークというゲームの名前が中国語経由で伝わったものである。インドネシア語の「kartu remi」は、ラミーに由来する。
日本語の「トランプ」の他、マレーシアの「daun terup」の「terup」も英語の「trump」由来である。

## 歴史

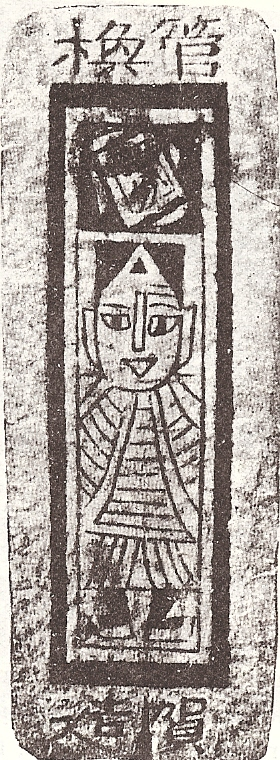
トルファン市で発見された1400年頃の中国の遊戯カード (9.5×3.5cm)

### 起源
起源は諸説あり、古くは古代エジプトに由来するとする説などが存在していたが、現在は中国説が最も有力であり、また、全て東方に発生したものが欧州に移入されたとする点では一致している。これら東方に発生したものが西アジア方面から復員した十字軍やサラセン人などの手によって欧州に伝えられた可能性が高い。

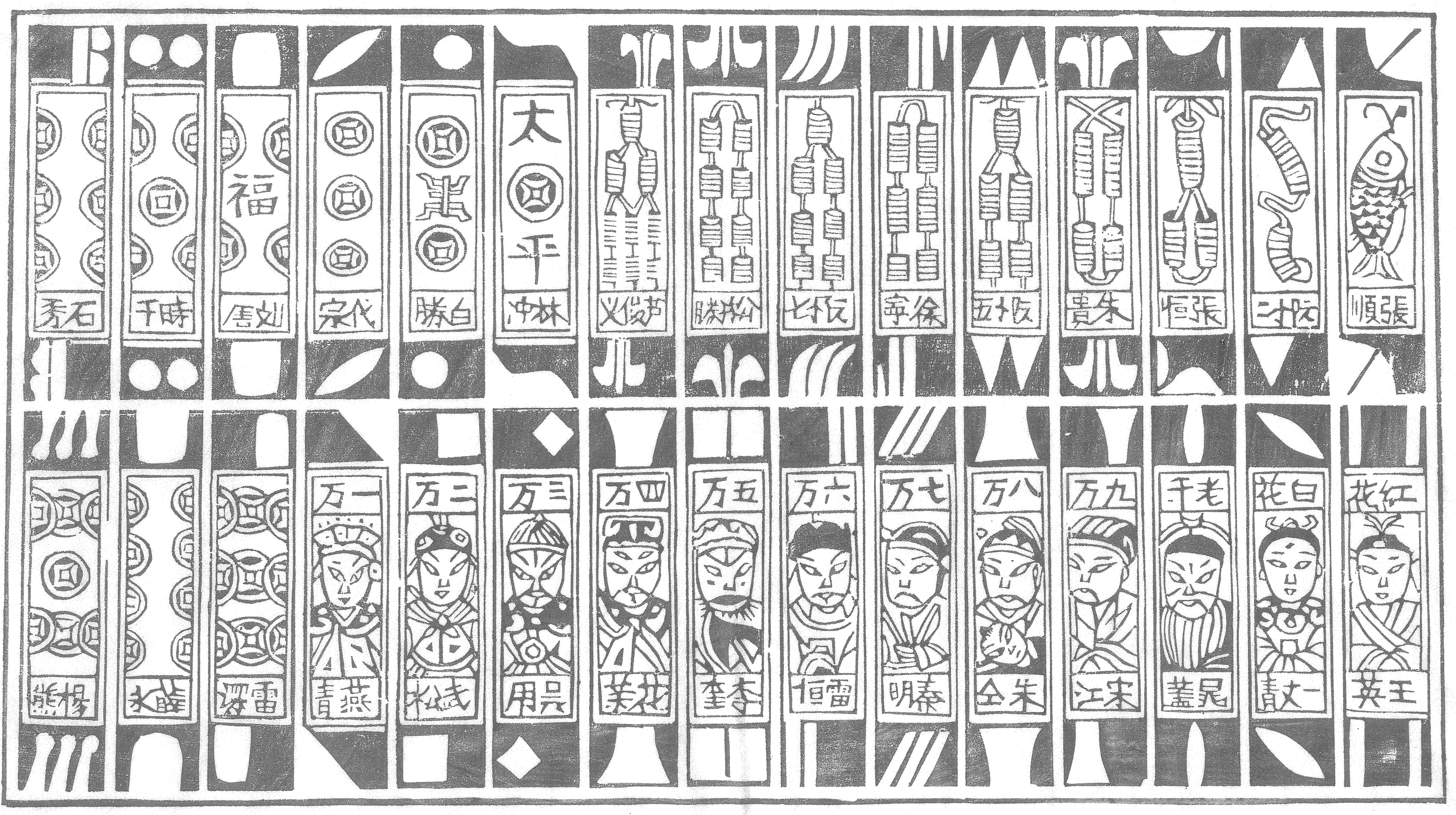
山東省の葉子戯（馬弔・マーディアオ）

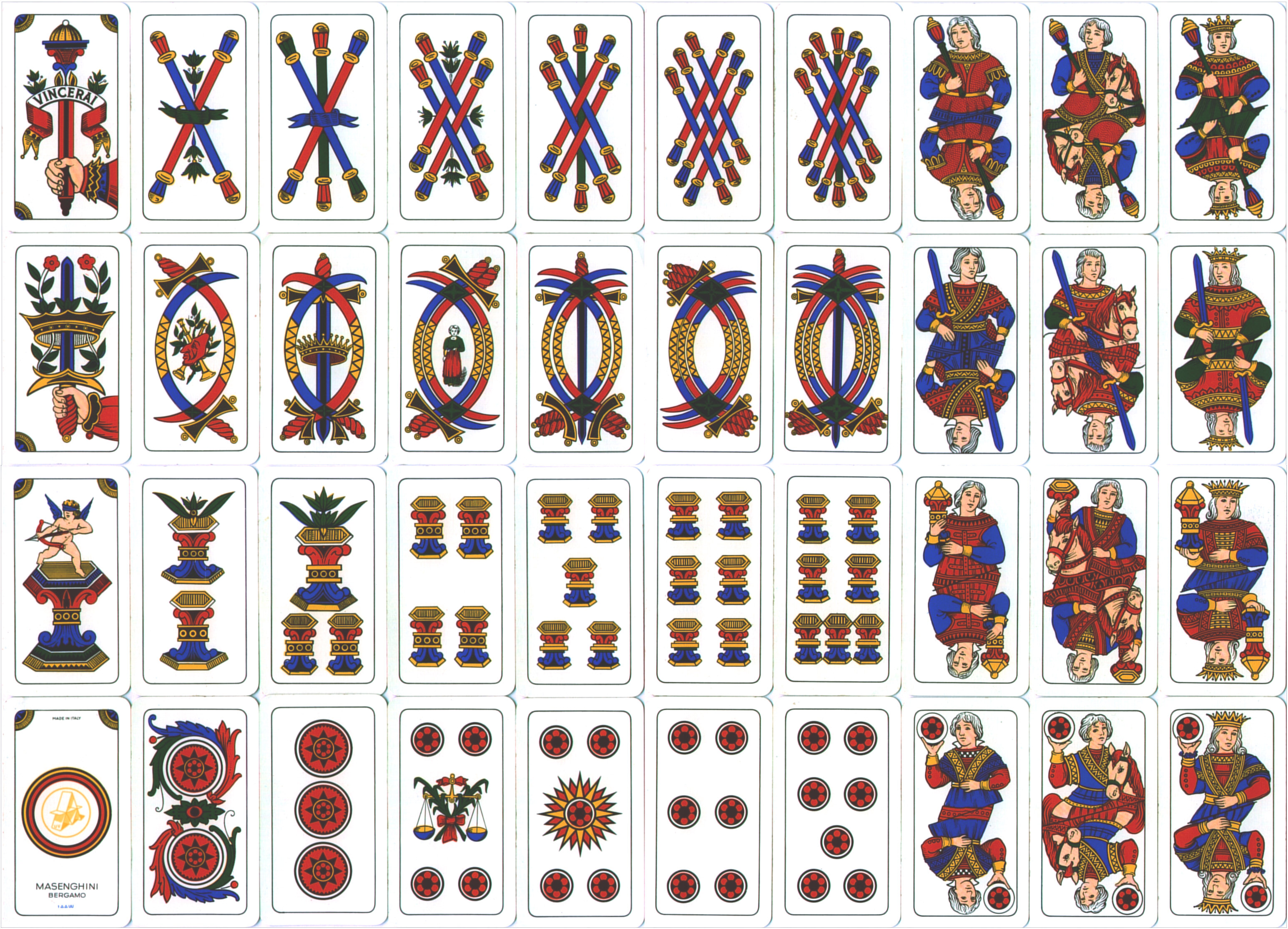
16世紀イタリア・ベルガモのトランプ40枚組

古代エジプト起源説
1816年にイギリスのサミュエル・ウェラー・シンガーが自著「プレイングカードの歴史」にて紹介した古代エジプトの神秘哲学がタロットというトランプに表象されていることから非常に古くからエジプトにトランプがあったとする説。しかし近年の研究で、現存する最古のタロットカードよりも古いトランプの現物や記録が存在することなどから、タロットの方がプレイングカードから派生したと考えられ、この説に関しては現在は否定的な意見が多く、最近ではタロットと古代エジプトの関係も否定されている。
インド起源説
チェスとともに6世紀ごろのインドで発祥したとする説。ジプシーが7世紀ごろにインドから欧州に伝来したとされるが、信憑性は薄いとされている。
中国起源説
12世紀以前の中国に「葉子（馬弔・マーディアオ)」というトランプの一種があったことから、これが欧州に伝わったとする説。「馬弔（マーディアオ）」は、今日の「麻雀（マージャン）」の元となった遊戯である。
明の成化年間の陸容 (1466-1494)『菽園雑記』の記すところによると、当時の昆山で一種のカードゲームが流行しており、カードの総数は38枚であって、一銭から九銭・一百から九百・一万貫から九万貫・二十万貫から九十万貫・百万貫・千万貫・万万貫からなっていた。「糸巻き」の様に見える図柄は、「銭の穴に糸を通した束」で、「サイコロの目」の様に見える図は「銭を正面から見た図」である。一万貫以上のカードには『水滸伝』中の二十人の絵が描かれており万万貫は宋江・千万貫は武松等となっていた（ただし「混江竜李進」と「混江竜李海」が別人として存在するなど、現行の水滸伝とは名前が多少異なっている）。当時の人はこの種のカードを「葉子」と呼び、葉子を使ったカードゲーム自身のことは「葉子戯」と呼んでいた。今では水滸牌と呼ぶことが多い。

### アラブのカード
| 貨幣の7                          | ポロスティックの4 | カップのキング |
| 貨幣の6・ポロの4・カップのキング |                   |                |

トプカプ博物館所蔵の15世紀ごろのマムルーク朝のカードは、偶像崇拝に抵触しないように、絵札には人物は書かれておらず、かわりに文字で説明がされている。このためスート名と絵札の名前が判明している。完全な形で残っているわけではないが、ダラーヒム（＝貨幣）、トゥーマーン（＝カップ）、スユーフ（＝刀剣）、ジャウカーン（＝ポロ競技用のスティック）の4つのスートがあり、各スートには1から10までの数札とマリク（＝王）、ナーイブ（＝総督）、ナーイブ・サーニー（＝第二総督）の3種類の絵札があったと考えられている。カップのスート名「トゥーマーン」はトルコ語で「万」を意味する語であり、中国の紙牌のスートである「萬子」との関連性が考えられる。ウィリアム・ヘンリー・ウィルキンソンは、漢字の「万」を上下逆さまにした形がカップになったと推測している。

### 欧州への伝来

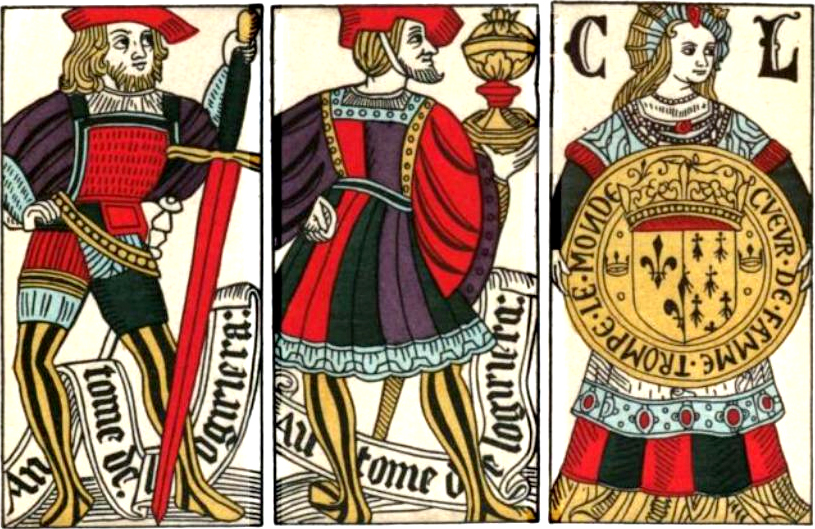
1500年頃の3枚の遊戯カード（スペイン）

起源が定まっていないことから欧州への伝来についても諸説あるが、少なくとも14世紀には欧州各地に記録が見られることから相当数広まっていたと考えられる。欧州に最初にトランプが出現したのは14世紀前半のイタリアとされているが、スペイン説も有力。カードの構成は当時のアラブのカードのデザインを襲用している。ただし、スートのうち「ポロ用スティック」は、欧州においてはポロ競技に馴染みがなかったことから、イタリアでは儀式用の杖、スペインでは棍棒に変化した。
15世紀も後半になると、フランスではスートがダイヤ(♢)、スペード(♤)、ハート(♡)、クラブ(♧)に変わり、絵札の騎士が女王と差し替えられた。valet, dame, roi となった。
このフランススタイルがイギリスに渡り、valet が jack に、dame が queen に、roi が king になり、英語圏に広がってゆくことになった。
フランスにおいて、フランス革命期には、王は守護神 (Génie)、女王は自由 (Liberté)、ジャックは平等 (Égalité) に置き換わった。これは王政復古くらいまで続いた。

### 日本のトランプの歴史

#### トランプという名称について
「トランプ」とは"切り札"という意味でありながら、1885年（明治18年）にイギリス、アメリカ、フランスからトランプを輸入することになり、團々社は、英文解説を翻訳する際に「切り札はカードの中で良きものである」というところを「トランプはカードの中でも品質の良きもの」と誤訳してしまったことに由来する。上方屋も「トランプ」という名称を追認するように解説書を出版して、広く認知されるようになった。（出典：『骨牌使用法 : 西洋遊戯』『西洋かるたの教師』『日本かるた文化館』）

#### 伝来から明治時代まで
日本では16世紀に、ポルトガルからラテンスートのトランプが伝来した。48枚の札からなっており、ポルトガル語のcarta（カルタ） がそのまま日本語になり、ひらがなで「かるた」と書かれたり、漢字では「賀留多」「歌留多」「紙牌」などと書かれた。1597年に長宗我部元親が「博奕かるた諸勝負」を禁止していることから、この頃には既にカルタが相当流行したものと考えられる。また1634年の角倉船の絵馬にはトランプをしている男女の絵がある。
ポルトガルから伝わったカルタをもとに日本で作られたカルタは天正かるたと呼ばれる。天正かるたはその最初の札に「天正金入極上仕上」と記してあったことから、後世そのように呼ばれた。天正かるたの枚数を増やしたうんすんカルタの名前は17世紀後半の『雍州府志』や大田南畝の『半日閑話』などに見ることができる。これら西洋カルタ系統のものは早くから賭け事に使われ、江戸幕府でもかるたの賭け事をしばしば禁じた。株札・花札などは、いずれもこの系統のカルタから変化したものである。
また、日本古来より存在した歌貝（貝あわせ）などを発展させ、札を西洋かるたの様式にして作られた百人一首などのカルタは系統が異なるものである。
なお、江戸時代にはフランス式（英米式）のスートも一部の学者には知られていた。
トランプが再び盛んに行われるようになるのは明治時代になってからである。トランプの名は1885年に出た桜城酔士の「西洋遊戯かるた使用法」に見られ、カードのゲームと奇術（マジック）が紹介されている。明治では最初、米国やイギリスから輸入されていたが、やがて（英米式で）国産品もつくられるようになった。

#### 山内任天堂による国内生産
山内任天堂（任天堂の前身）は、1904年（明治37年）から1905年（明治38年）にかけての日露戦争時に、愛媛県松山市内に開設されたロシア軍捕虜の収容所で捕虜の無聯を慰めるため、政府からの依頼を受けてトランプの製造を開始したという伝説が存在する。 しかし、 アメリカオハイオ州シンシナティにあるUSプレイング・カード社本社の付属博物館の展示物から1903年（明治36年）にはすでに山内任天堂のトランプが制作されていることが確認でき、事実と矛盾する。なお、任天堂の公式ホームページには1902年（明治35年）に日本初のトランプ製造に着手したとある。

#### 現代
1953年には任天堂がプラスチック素材を取り入れたトランプを開発し、ナップカードという商品名で発売。現在ではプラスチック素材が取り入れられたトランプが大きく普及している。現在日本国内にて普通に見られるのは、国産品、欧州、アメリカ、中国、台湾からの輸入品が多い。プラスチックのトランプは従来ポリ塩化ビニルが多く使われていたが、環境問題への対応のため、最近はPETなどへの置き換えが進みつつある。

## 各地のカード
世界各地のカードは様々である。
枚数
1デッキの枚数も20枚から108枚まであり、ヨーロッパでは32枚や36枚というものが多い。ほとんどの日本人がトランプと言えば「52枚」が常識と思ってしまうのと同様に、イタリアでは40枚であることが常識であり、ロシアでは36枚であることが常識である。
英語圏のアメリカ合衆国でもピノクル専用の48枚のカードも市販されている。特殊な例ではあるが、フィリピンで112枚というものも存在する（四色牌に似た「クワホ」というゲーム用）。
32枚または36枚のカードはもともとピケという2人で行う古典的なトリックテイキングゲーム用のものでピケ・デックと呼ばれる。
スート
スートも地域によって異なる。

### ラテンタイプ
イタリア、スペイン及びラテンアメリカ諸国で使われているスートで、剣、カップ、貨幣、杖（もしくは棍棒）よりなる。剣がスペード、カップがハート、貨幣がダイヤ、杖がクラブに対応する。ヨーロッパにカードが現れた当初の形式を保っており、16世紀の日本に伝えられたカードもこの形式であった。
各スートはそれぞれ、騎士（刀剣）、僧職（聖杯）、農民（棍棒）、商人（金貨）を表すとも言われる。ただしこれに特別な根拠はなく、俗説のひとつと見た方がよい。プレイングカードをベースに、『トランプ』と呼ばれる絵札を加えてタロットへと発展する際、小アルカナに付加された、いわゆるこじ付けの一つと思われる。このため、「占いに使われるタロットカードの小アルカナに愚者（フール）の札を加えてトランプが発生した」という説も間違いとされている。タロットはもともとは遊戯用のカードで、占いに転用されるようになったのは18世紀になってからである。近年ではタロットの方が、ゲームをより複雑で面白くするためにトランプに絵札を加えていったのではないか、とされており、逆にトランプからタロットが派生したと考えられている。
カードは全体的に細長い。
スペインのカードには数札の10がなく、絵札が10からはじまる。多くのゲームでは8や9も使用しない。絵札は sota（ナイトの従者、10）・caballo（ナイト、文字通りには「馬」、11）・rey（王、12）からなる。
イタリアのカードは8・9・10がなく、絵札は fante（歩兵、ジャック相当)・cavallo（ナイト、「馬」）・re（王）からなる。ただし、イタリア北西部（ミラノ・ジェノヴァ・ピエモンテ州）およびフィレンツェのトランプはフランスタイプのスートを持つ。とくにジェノヴァ・ピエモンテ州のものは枚数も36枚（数札が6から10まで）で、他のイタリアのトランプと異なる。
下はスペイン式カードの絵札である。王のインデックスが13でなく12になっていることに注意。
|     |         |      |
| rey | caballo | sota |

ポルトガルでも、かつてはラテンタイプのカードを使用していた。現在はフランスタイプを使用しているが、スートの名前はラテンタイプのものをそのまま流用している。また、ブリスコラというゲームはポルトガルではジャックがクイーンより強いが、これはジャックの絵柄がかつての騎士に、クイーンが従者に似ているためである。
| イタリアのラテン式スート                           | イタリアのラテン式スート                           | イタリアのラテン式スート                           | イタリアのラテン式スート                           | イタリアのラテン式スート                           |
| スペイン様式（スペインおよびイタリアの大半で使用） | スペイン様式（スペインおよびイタリアの大半で使用） | スペイン様式（スペインおよびイタリアの大半で使用） | スペイン様式（スペインおよびイタリアの大半で使用） | スペイン様式（スペインおよびイタリアの大半で使用） |
| -------------------------------------------------- | -------------------------------------------------- | -------------------------------------------------- | -------------------------------------------------- | -------------------------------------------------- |
| ピアチェンツァ                                     |                                                    |                                                    |                                                    |                                                    |
| ナポリ                                             |                                                    |                                                    |                                                    |                                                    |
| シチリア                                           |                                                    |                                                    |                                                    |                                                    |
| ロマーニャ                                         |                                                    |                                                    |                                                    |                                                    |
| サルデーニャ                                       |                                                    |                                                    |                                                    |                                                    |
| イタリア様式（北イタリアの一部で使用）             |                                                    |                                                    |                                                    |                                                    |
| ベルガモ                                           |                                                    |                                                    |                                                    |                                                    |
| トレヴィーゾ                                       |                                                    |                                                    |                                                    |                                                    |
| トリエステ                                         |                                                    |                                                    |                                                    |                                                    |
| トレント                                           |                                                    |                                                    |                                                    |                                                    |
| ブレシア                                           |                                                    |                                                    |                                                    |                                                    |
| ボローニャ                                         |                                                    |                                                    |                                                    |                                                    |
| 和訳 イタリア語 スペイン語                         | 剣 Spade Espadas                                   | カップ Coppe Copas                                 | 貨幣 Denari Oros                                   | 棍棒 Bastoni Bastos                                |

### ドイツタイプ

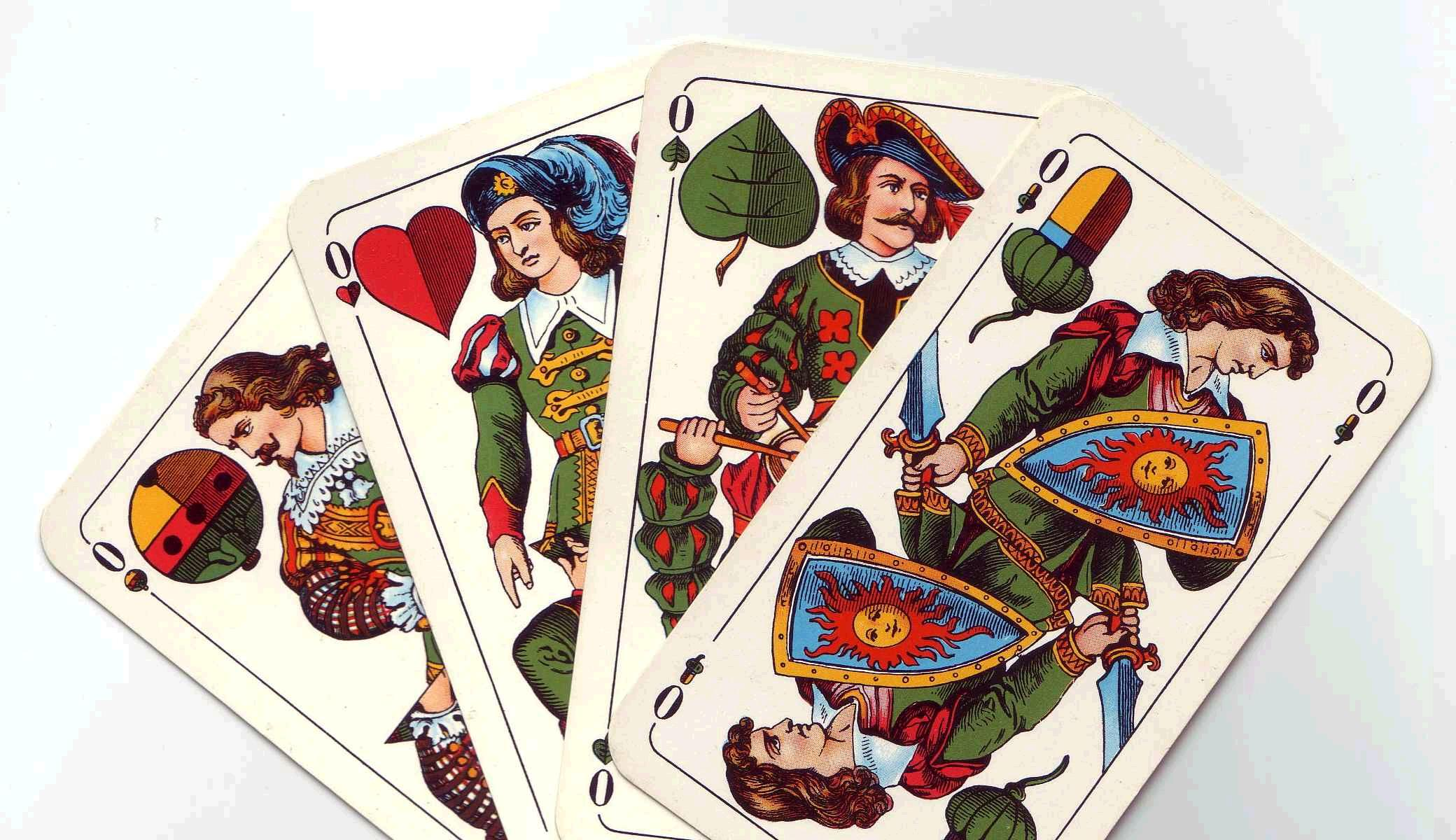
ドイツ式の4種類のオーバー

ドイツのスートは鈴・心臓・木の葉・ドングリよりなる。木の葉とドングリは、絵札以外では中央に生えた木の枝からはえているように描かれる。9と10のカードは鈴と心臓では縦3列にマークを配置するが、木の葉とドングリは中央に木があるために2列にならざるを得ず、配置の仕方が異なる。ドイツのゲームでは、低位のカードを使用しないことが多い。たとえばスカートでは2から6までを使用しない。Aに相当するカードは「ダウス」と呼ばれるが、これは実は2のことである。絵札は「ウンター（低ジャック）・オーバー（高ジャック）・ケーニヒ（王）」よりなる。
スイスのスートは鈴・盾・野バラ・ドングリよりなる。やはり2から5までを使用しないのが普通である。10には旗の絵が描かれており、バナーと呼ばれる。

### フランスタイプと英米タイプ

#### フランスタイプ
15世紀の後半にフランスで現在日本で見る形のスートが生まれた。当時は多色刷りの技術がなく、色はステンシルを使って手で塗っていたため、製造を容易にするためにドイツタイプのスートを単色に変更し、スートのシンボルの形を極端に単純化したものである。
フランス語 のカードは「1」から始まる。あくまで「1」であって「A」ではない。
「1」〜「10」の次は valet ヴァレ（＝侍者、従者）、dame ダーム（＝女王）、roi ロワ（＝王） であり、インデックスにも通常「V・D・R」の文字が記されている。
フランスでは、一般に、トランプの絵札に実在もしくは伝説の人物を当てはめられていて、人物の絵が1枚1枚異なっている。16世紀にフランスのパリで作られたものは、以下の通りの人物に当てはめられていた。これが、現在のフランスのカードのデザインに継承されている。
| 従者 Valets | 女王 Dames | 王 Rois                                                                        |
| --- | --- | ------------------------------------------------------------------------------ |
| ラ・イル ジャンヌ・ダルクの戦友。 英語読みなら「ラハイア」。                                                                              | ユディト 『旧約聖書』外典の一つ「ユディト記」に登場するユダヤの女戦士。英語読みなら「ジューディス」。          | カール大帝 シャルルマーニュ、中世のフランク国王。                              |
| へクトール ギリシア神話に登場するトロイの王子。 トロイア戦争の英雄。 他説ではシャルルマーニュ伝説に登場する騎士ローランとも云われている。 | ラケル 旧約聖書のヤコブの妻。                                                                                  | カエサル ジュリアス・シーザー。古代ローマの政治家、軍人。                      |
| オジェ・ル・ダノワ カール大帝の騎士。 デンマークでは ホルガー・ダンスクの名。 英語読みでは「オジーア・ザ・ダン」。                        | パラス ギリシャ神話のトリトンの娘。もしくは友人であるパラス・アテナ。こちらはギリシア神話の戦いの女神。        | ダビデ王 『旧約聖書』の「列王記」に登場するソロモン王の父 古代イスラエル国王。 |
| ランスロット 『中世騎士物語』に登場するアーサー王に仕えた円卓の騎士の一人。                                                               | アルジーヌ ラテン語の女王を意味する単語・レーギーナのアナグラム（Regina→Argine）で、英語読みなら「アージン」。 | アレキサンダー大王 ギリシア時代のマケドニア国王。                              |

ダビデを象徴する竪琴を手にしたスペードのキングの拡大図

これに対して、ルーアンではスペード、ハート、ダイヤ、クラブの順に、Roi（王）をダビデ、アレキサンダー、カエサル、カール、Dame（婦人）をパラス、ユディト、ラケル、アルジーヌ、Valet（侍者）はヘクトル、ラ・イル、オジェ、ランスロ、とされている。
パリの組み合わせがフランスで広まって現在に至っている。現在でも一般的に使われている。
上記のフランスタイプ（特にパリのデザイン）は現在でも、フランスで一般的、ごく当たり前であり、フランスおよびフランスの（旧）植民地や海外県などで用いられている。このフランス式デザインは日本でも輸入玩具のショップなどで買うことができる（フランスではあくまでフランス語を使い、基本的に英語の使用を嫌うので、一般に「A」「J」「Q」「K」などと書かれた英米式のカードは使わない）。

#### 英米タイプ
フランス・ルーアンタイプのカードが16世紀の英国に伝わった。
なお英語圏では、スートのデザインはフランスと同じであるが、名称の “spade” はイタリア語の spada スパーダ （＝剣）に由来し、クラブは「棍棒」の意味であるなど、ラテンタイプに由来する名前がついている。
フランスのカードでは、スートごとに特定の英雄などが割り当てられていて人物のデザインもひとりひとり異なっていたが、イギリスのカードでは、特定のモデルはいなくなった。
この英国式のカードがイギリスの植民地（米国を含む）や明治以降の日本で普及した。

### 日本で一般的なカード
明治時代以降に日本で一般的に使われるようになったトランプは（もともとは「フランスタイプ」を変化させた）「英米（アングロアメリカン）タイプ」と呼ばれるものである。その結果、イギリスやアメリカで行われているゲームや英語の用語をカタカナに置き換えたものが多い。この他にはうんすんカルタのようなポルトガル様式系のものもある。
52枚のカードから構成されるが、通常はジョーカー1〜2枚を含んだ53〜54枚の形で市販されている。ジョーカーが2枚含まれる場合は1枚はエキストラ・ジョーカー（準札）としてもう1枚よりも色を抑えて印刷されることが多い。また、コマーシャルカードと呼ばれるコントラクトブリッジの点数表（ラバー方式）や広告などがもう1枚つく製品もあり、これをエキストラ・ジョーカーと同じ扱いとする場合もある。なお、そのような用途で用いられたコマーシャルカードは日本国内では俗にジジと呼ばれている。
ジョーカー以外の52枚の札は、スペード、ハート、クラブ、ダイヤの4種のスート（絵柄マーク）に分かれており、各スートには13の「ランク」（番号）の札がある。
13のランクは、A（エース）、2、3、4、5、6、7、8、9、10、J（ジャック）、Q（クイーン）、K（キング）となっている。J・Q・Kの3つのランクには通常人物の画像が描かれており、まとめて「絵札（コート・カード、court cards、またはフェイス・カード、face card）」と呼ばれ、それ以外は数札（スポット・カード、spot card）と呼ばれる。上下逆に持ったときにひっくり返す手間を省くため、絵札には上下に2つの半身像が描かれていることが多い。この形式を「ダブルヘッド」と呼ぶ。多くのゲームではエースは単なる1ではなく、Kよりも強いカードとして扱われることが多い。2をデュースと呼ぶ事もある。エースおよびデュースは元々それぞれダイスの1および2を表す言葉である。以前は3〜6はそれに倣って順にトレイ、ケイト、シンク、サイスと呼んでいた事もある。A・K・Q・J・10の5枚を「オナー・カード（またはアナー・カード、英: honor card）」と呼ぶことがある。
カードの左上と右下の端には通常「Q♥」「K♦」のようにインデックスが記されている。
以上の1揃えで、デッキ（deck、デックとも）またはパックと呼ぶ。
| スート   | A               | 2             | 3             | 4             | 5             | 6             | 7             | 8             | 9             | 10             | J                | Q                 | K                |
| 呼び名   | エース          | デュース      | トレイ        | ケイト        | シンク        | サイス        | セブン        | エイト        | ナイン        | テン           | ジャック         | クイーン          | キング           |
| -------- | --------------- | ------------- | ------------- | ------------- | ------------- | ------------- | ------------- | ------------- | ------------- | -------------- | ---------------- | ----------------- | ---------------- |
| クラブ   | Ace of clubs    | 2 of clubs    | 3 of clubs    | 4 of clubs    | 5 of clubs    | 6 of clubs    | 7 of clubs    | 8 of clubs    | 9 of clubs    | 10 of clubs    | Jack of clubs    | Queen of clubs    | King of clubs    |
| ダイヤ   | Ace of diamonds | 2 of diamonds | 3 of diamonds | 4 of diamonds | 5 of diamonds | 6 of diamonds | 7 of diamonds | 8 of diamonds | 9 of diamonds | 10 of diamonds | Jack of diamonds | Queen of diamonds | King of diamonds |
| ハート   | Ace of hearts   | 2 of hearts   | 3 of hearts   | 4 of hearts   | 5 of hearts   | 6 of hearts   | 7 of hearts   | 8 of hearts   | 9 of hearts   | 10 of hearts   | Jack of hearts   | Queen of hearts   | King of hearts   |
| スペード | Ace of spades   | 2 of spades   | 3 of spades   | 4 of spades   | 5 of spades   | 6 of spades   | 7 of spades   | 8 of spades   | 9 of spades   | 10 of spades   | Jack of spades   | Queen of spades   | King of spades   |

### 花札トランプ
スートの種類と数マークが左上と右下のみで、中央部の絵柄が数に対応した花札の月になっているもの（株札の筋が背景に併記されている場合もある）。花札・株札（10月までを使用）・トランプのいずれにも使える。任天堂はじめ複数の製造業者で作られている。13月＝閏（雪）は八重垣姫（光）、竹に雀（タネ）、黄短冊（タン）、黄雪の4枚、0月＝ジョーカー（蓮）はカス札2枚。何も書かれていない予備の白札。業者によってはキングとジョーカー用のタネ札の絵柄（虎や龍ほか）や花種（13月が稲穂に朱鷺、0月が雷）、短冊の文字（「さゝめゆき」など）が異なる。
通常のトランプではスペードのエース（オールマイティ）にあることが多い商標は、ダイヤモンドのクイーン（桐の第二札）にある。

### ポリティカルコレクトネス対応トランプ
絵札がJ(ジャック)・Q(クイーン)・K(キング)ではなく、B(ブロンズ)・S(シルバー)・G(ゴールド)になっているもの。カードの序列を人で決めていること、特にQよりKのランクを上にしてることが女性より男性の方が格が上としておりジェンダーバイナリーに縛られていてふさわしくないこと、白人だけが登場するのも人類平等に反しているということで、人ではなくかつメダルの順位にも使われ世界的に馴染みのあるB・S・Gを採用している。

## サイズ
標準的なトランプのカードの大きさには、ブリッジサイズとポーカーサイズの二種類がある。
ブリッジサイズ
約57ミリメートル × 約89ミリメートル（2+1⁄4 × 3+1⁄2 インチ）。横幅が狭いので、手に持つ枚数が多いゲームに適している。
ポーカーサイズ
約63ミリメートル × 約88ミリメートル（2+1⁄2 × 3+1⁄2 インチ）。横幅が広いので、手に持つ枚数が少ないゲームに適している。ISO 216のB8とほぼ同じである。
ただし、「ブリッジ」「ポーカー」という名称は便宜的なものであり、ブリッジサイズのトランプでポーカーをプレイしても、なんの問題もないどころか、アメリカのカジノの大部分はポーカーをするのにブリッジサイズのカードを使用している。
トランプ以外のカードゲームやトレーディングカードでも、これらのサイズを踏襲しているものが多い。

## トランプゲームの分類
トランプを使ったゲームの数は、あるゲームを別のゲームの変種とするかどうかで大きく違ってくるが、数百種類があることは確かである。ここではそのすべてを羅列することはしない。より詳しい一覧は、カードゲームおよびCategory:トランプを見られたい。また日本独自のトランプゲームの一覧はCategory:日本のトランプゲームにまとめられている。
トランプゲームの分類方法にはさまざまのものがあるが、ここではデビッド・パーレットの新しい分類による。
トリックテイキングゲーム
各競技者が手札を1枚ずつ出し、もっとも強いカードを出したものがそのトリックを取るもの。
プレイントリックゲーム
トリック数を競うもの。
- コントラクトブリッジ・ホイスト・（イギリスの）ナポレオン（ナップ）・スペード

ポイントトリックゲーム
特定の種類のカードの枚数や点数を競うもの。
- （日本の）ナポレオン・ゴニンカン・ツーテンジャック・スカート・ピノクル・アルカナ40

ペナルティトリックゲーム
トリックを取らないことを目指すもの。
- ハーツ

カードキャッチゲーム
多くのカードを取ったものが勝ちとするもの。戦争など。トリックテイキングゲームもカードキャッチゲームの一種である。
フィッシングゲーム
手札と場札を合わせて取るもの。
- カシノ・スコパ

アディングアップゲーム
カードのランクを足していくもの。クリベッジが代表。
コレクティングゲーム
カードの組み合わせを作るもの。51・うすのろ
ゴーイングアウトゲーム
早く手札をなくした者を勝ちとするもの。
- ババ抜き・7並べ・ダウト・ページワン・アメリカンページワン・ドボン・ドゥラーク・シットヘッド
- ラミー : セブンブリッジ・ジン・ラミー・カナスタ

クライミングゲーム
相手より強いカードを出すか、さもなくばパスするもの。
- 争上游・鋤大D・大富豪、大貧民

ストップス
カードをランク順になるように出していくもの。
- ポープ・ジョーン

メモリーゲーム
- 神経衰弱

ペイシェンスゲーム
カードをある規則によって並べかえるもの。ひとり遊びの多くがここに属する。
- クロンダイク・キャンフィールド・フリーセル・ピラミッド・ゴルフなど。しかし、スピードのように、ひとり遊びでないものもある。

ギャンブリングゲーム
ゲームの結果がほぼ運にたよるもの。
- 十三張
- フィフティーン

ヴァイイングゲーム
一番良い手が誰であるか賭けて争うもの。ポーカーが代表的。
バンキングゲーム
ひとりの親と複数の子が戦うもの。
- ブラックジャック・バカラ・カリビアンスタッド

なお、パーレットの古い分類ではクライミングゲーム・ゴーイングアウトゲームは「シェディングゲーム」、ラミーは「コレクティングゲーム」にまとめていた。ペイシェンスゲームはオーダリングゲームと呼んでいた。

## トランプに関する作品
日本の漫画、アニメ、特撮等では、主人公らの名前や服装の一部がトランプモチーフの作品がある。

### 小説
- スペードの女王（アレクサンドル・プーシキン）（ファロ）
- 不思議の国のアリス（ルイス・キャロル）
- カードミステリー―失われた魔法の島（ヨースタイン ゴルデル）
- ガルガンチュア物語（アントニ・クラベ）
- 誰が配ったの?（リング・ラードナー）
- ハートの7（モーリス・ルブラン）
- バカラの勝負（モーリス・ルブラン）
- バッツル夫人のホイスト小論
- カナリヤ殺人事件（S・S・ヴァン＝ダイン）（ポーカー）
- ひらいたトランプ（アガサ・クリスティ）（コントラクト・ブリッジ）
- 四つの兇器（ジョン・ディクスン・カー）（バセット）
- カジノ・ロワイヤル（イアン・フレミング）（鉄道ゲーム chemin de fer：バカラの一種）
- ムーンレイカー（イアン・フレミング）（コントラクト・ブリッジ）
- ゴールドフィンガー（イアン・フレミング）（カナスタ）
- トランプ台上の首（横溝正史）
- スペードの女王（横溝正史）
- 悪魔の百唇譜（横溝正史）
- トランプ殺人事件（竹本健治）（コントラクト・ブリッジ）
- Grand Slam: Thirteen Great Bridge Stories （1975; Eugene Roger, James Edwards編）（コントラクト・ブリッジに関する小説のアンソロジー）

### 漫画
- しゅごキャラ!

### アニメ
- ドキドキ!プリキュア
- ここたまシリーズ
- 機動武闘伝Gガンダム

### ゲーム
- AMNESIA
- ファイナルファンタジー零式
- ツイステッドワンダーランド

### ドラマ・特撮
- フラワーアクション009ノ1
- ジャッカー電撃隊
- 超合体魔術ロボ ギンガイザー
- 仮面ライダー剣
- ひみつ×戦士 ファントミラージュ!

## 課税の歴史
トランプは世界的に見ても古くから課税の対象とされてきた。
日本では、1902年に施行された骨牌税法、1957年にはこれが改正されたトランプ類税法で課税されていた。この規定により、パッケージに証紙を貼る事が義務化されていた。ただし、いわゆる児童用トランプなどと呼ばれる裏面にカードを識別できる印などを付けてゲームで使えない物は課税されなかった。1989年の一般消費税導入時に、消費税法に統合廃止されている。

### スペードのエースのデザイン
英国のカードとそれに倣っているカードでは、スペードのエースのカードに製作者が書かれ、その中央のスペードマークのみダイヤ・クラブ・ハートのそれと比べて大きく、また凝った模様が施されているものも多い。この由来は、イングランド王ジェームズ1世の時代まで遡る。トランプのカードに、1パッケージあたり幾らという形で税金が掛けられたため、その支払いの証拠として、出荷時にパックの一番表側に置かれる慣習であるスペードのエースに、偽造防止の目的で複雑な模様の納税証明印が押された。これがデザインとしてカードの側に転移したものである。英国ではその後、1960年8月4日まで1765年印紙法 (Stamp Act 1765) によりトランプは課税されていた（なお、日本では明治の頃から、このスペードのエースを指して「スペキュレーション」（英: speculation）、もしくは「ゴッド」「オールマイティ」と呼んでいたが、これは日本以外には見られない呼び方で、由来は不明である）。

### 封印（封緘紙）
トランプに対する課税と印紙・証紙類も歴史的にみて深いつながりがあるといわれている。印紙・証紙類にはタバコなど物品に貼付するタイプのものがあり、その多くは物品を封印する形で貼り付けられ、開封によって印紙・証紙類が無効となり消印される機能を持っていた。
トランプに課税される場合にも箱に封印タイプの印紙・証紙類が貼られることが多く、ここからカードマジックで新品のトランプであることを示すために証紙の封を切って見せる習慣が生まれたといわれている。

## トランプに関する俗説
トランプに限らず、ゲームに関する歴史は一般的に記録されにくい。また、トランプは手品や占いの小道具として用いられることが多く、それらは神秘性を求めるため多くの俗説が生まれた。
以下は明確な証拠が無い為間違いとされている。
- トランプはタロットから生まれた。ジョーカーはタロットのフール。
- ソリティアは占いがゲームとして発展したものである。
- カードの4つのスートは四季を示し、カードが52枚あるのは1年が52週であることから来ている。また、エースを1、ジャックを11、クイーンを12、キングを13として52枚の数を合計すると364になり、これにジョーカーを1として足すと365（1年の日数）になる。エキストラジョーカーは閏年（1年が366日）の為。

## Unicode
Unicodeバージョン6.0（2010年）で、追加多言語面にトランプのためのブロック(U+1F0A0 - 1F0FF)が追加され、トランプの裏面・52枚のカードと騎士4枚、ジョーカー2種類の59の符号が定義された。バージョン7.0（2014年）では3種類めのジョーカーと、22枚の切り札（タロットゲーム用、占い用の大アルカナと枚数は同じだがデザインが異なる）が追加された。
ほかに基本多言語面のU+2660 - U+2667にスートが定義されている。
| 記号 | Unicode | JIS X 0213 | 文字参照            | 名称                                      |
| ---- | ------- | ---------- | ------------------- | ----------------------------------------- |
| 🂠    | U+1F0A0 | -          | &#x1F0A0; &#127136; | トランプ裏面 PLAYING CARD BACK            |
| 🂡    | U+1F0A1 | -          | &#x1F0A1; &#127137; | スペードのA PLAYING CARD ACE OF SPADES    |
| 🂢    | U+1F0A2 | -          | &#x1F0A2; &#127138; | スペードの2 PLAYING CARD TWO OF SPADES    |
| 🂣    | U+1F0A3 | -          | &#x1F0A3; &#127139; | スペードの3 PLAYING CARD THREE OF SPADES  |
| 🂤    | U+1F0A4 | -          | &#x1F0A4; &#127140; | スペードの4 PLAYING CARD FOUR OF SPADES   |
| 🂥    | U+1F0A5 | -          | &#x1F0A5; &#127141; | スペードの5 PLAYING CARD FIVE OF SPADES   |
| 🂦    | U+1F0A6 | -          | &#x1F0A6; &#127142; | スペードの6 PLAYING CARD SIX OF SPADES    |
| 🂧    | U+1F0A7 | -          | &#x1F0A7; &#127143; | スペードの7 PLAYING CARD SEVEN OF SPADES  |
| 🂨    | U+1F0A8 | -          | &#x1F0A8; &#127144; | スペードの8 PLAYING CARD EIGHT OF SPADES  |
| 🂩    | U+1F0A9 | -          | &#x1F0A9; &#127145; | スペードの9 PLAYING CARD NINE OF SPADES   |
| 🂪    | U+1F0AA | -          | &#x1F0AA; &#127146; | スペードの10 PLAYING CARD TEN OF SPADES   |
| 🂫    | U+1F0AB | -          | &#x1F0AB; &#127147; | スペードのJ PLAYING CARD JACK OF SPADES   |
| 🂬    | U+1F0AC | -          | &#x1F0AC; &#127148; | スペードのC PLAYING CARD KNIGHT OF SPADES |
| 🂭    | U+1F0AD | -          | &#x1F0AD; &#127149; | スペードのQ PLAYING CARD QUEEN OF SPADES  |
| 🂮    | U+1F0AE | -          | &#x1F0AE; &#127150; | スペードのK PLAYING CARD KING OF SPADES   |
| 🂱    | U+1F0B1 | -          | &#x1F0B1; &#127153; | ハートのA PLAYING CARD ACE OF HEARTS      |
| 🂲    | U+1F0B2 | -          | &#x1F0B2; &#127154; | ハートの2 PLAYING CARD TWO OF HEARTS      |
| 🂳    | U+1F0B3 | -          | &#x1F0B3; &#127155; | ハートの3 PLAYING CARD THREE OF HEARTS    |
| 🂴    | U+1F0B4 | -          | &#x1F0B4; &#127156; | ハートの4 PLAYING CARD FOUR OF HEARTS     |
| 🂵    | U+1F0B5 | -          | &#x1F0B5; &#127157; | ハートの5 PLAYING CARD FIVE OF HEARTS     |
| 🂶    | U+1F0B6 | -          | &#x1F0B6; &#127158; | ハートの6 PLAYING CARD SIX OF HEARTS      |
| 🂷    | U+1F0B7 | -          | &#x1F0B7; &#127159; | ハートの7 PLAYING CARD SEVEN OF HEARTS    |
| 🂸    | U+1F0B8 | -          | &#x1F0B8; &#127160; | ハートの8 PLAYING CARD EIGHT OF HEARTS    |
| 🂹    | U+1F0B9 | -          | &#x1F0B9; &#127161; | ハートの9 PLAYING CARD NINE OF HEARTS     |
| 🂺    | U+1F0BA | -          | &#x1F0BA; &#127162; | ハートの10 PLAYING CARD TEN OF HEARTS     |
| 🂻    | U+1F0BB | -          | &#x1F0BB; &#127163; | ハートのJ PLAYING CARD JACK OF HEARTS     |
| 🂼    | U+1F0BC | -          | &#x1F0BC; &#127164; | ハートのC PLAYING CARD KNIGHT OF HEARTS   |
| 🂽    | U+1F0BD | -          | &#x1F0BD; &#127165; | ハートのQ PLAYING CARD QUEEN OF HEARTS    |
| 🂾    | U+1F0BE | -          | &#x1F0BE; &#127166; | ハートのK PLAYING CARD KING OF HEARTS     |
| 🂿    | U+1F0BF | -          | &#x1F0BF; &#127167; | ジョーカー赤 PLAYING CARD RED JOKER       |
| 🃁    | U+1F0C1 | -          | &#x1F0C1; &#127169; | ダイヤのA PLAYING CARD ACE OF DIAMONDS    |
| 🃂    | U+1F0C2 | -          | &#x1F0C2; &#127170; | ダイヤの2 PLAYING CARD TWO OF DIAMONDS    |
| 🃃    | U+1F0C3 | -          | &#x1F0C3; &#127171; | ダイヤの3 PLAYING CARD THREE OF DIAMONDS  |
| 🃄    | U+1F0C4 | -          | &#x1F0C4; &#127172; | ダイヤの4 PLAYING CARD FOUR OF DIAMONDS   |
| 🃅    | U+1F0C5 | -          | &#x1F0C5; &#127173; | ダイヤの5 PLAYING CARD FIVE OF DIAMONDS   |
| 🃆    | U+1F0C6 | -          | &#x1F0C6; &#127174; | ダイヤの6 PLAYING CARD SIX OF DIAMONDS    |
| 🃇    | U+1F0C7 | -          | &#x1F0C7; &#127175; | ダイヤの7 PLAYING CARD SEVEN OF DIAMONDS  |
| 🃈    | U+1F0C8 | -          | &#x1F0C8; &#127176; | ダイヤの8 PLAYING CARD EIGHT OF DIAMONDS  |
| 🃉    | U+1F0C9 | -          | &#x1F0C9; &#127177; | ダイヤの9 PLAYING CARD NINE OF DIAMONDS   |
| 🃊    | U+1F0CA | -          | &#x1F0CA; &#127178; | ダイヤの10 PLAYING CARD TEN OF DIAMONDS   |
| 🃋    | U+1F0CB | -          | &#x1F0CB; &#127179; | ダイヤのJ PLAYING CARD JACK OF DIAMONDS   |
| 🃌    | U+1F0CC | -          | &#x1F0CC; &#127180; | ダイヤのC PLAYING CARD KNIGHT OF DIAMONDS |
| 🃍    | U+1F0CD | -          | &#x1F0CD; &#127181; | ダイヤのQ PLAYING CARD QUEEN OF DIAMONDS  |
| 🃎    | U+1F0CE | -          | &#x1F0CE; &#127182; | ダイヤのK PLAYING CARD KING OF DIAMONDS   |
| 🃏   | U+1F0CF | -          | &#x1F0CF; &#127183; | ジョーカー黒 PLAYING CARD BLACK JOKER     |
| 🃑    | U+1F0D1 | -          | &#x1F0D1; &#127185; | クラブのA PLAYING CARD ACE OF CLUBS       |
| 🃒    | U+1F0D2 | -          | &#x1F0D2; &#127186; | クラブの2 PLAYING CARD TWO OF CLUBS       |
| 🃓    | U+1F0D3 | -          | &#x1F0D3; &#127187; | クラブの3 PLAYING CARD THREE OF CLUBS     |
| 🃔    | U+1F0D4 | -          | &#x1F0D4; &#127188; | クラブの4 PLAYING CARD FOUR OF CLUBS      |
| 🃕    | U+1F0D5 | -          | &#x1F0D5; &#127189; | クラブの5 PLAYING CARD FIVE OF CLUBS      |
| 🃖    | U+1F0D6 | -          | &#x1F0D6; &#127190; | クラブの6 PLAYING CARD SIX OF CLUBS       |
| 🃗    | U+1F0D7 | -          | &#x1F0D7; &#127191; | クラブの7 PLAYING CARD SEVEN OF CLUBS     |
| 🃘    | U+1F0D8 | -          | &#x1F0D8; &#127192; | クラブの8 PLAYING CARD EIGHT OF CLUBS     |
| 🃙    | U+1F0D9 | -          | &#x1F0D9; &#127193; | クラブの9 PLAYING CARD NINE OF CLUBS      |
| 🃚    | U+1F0DA | -          | &#x1F0DA; &#127194; | クラブの10 PLAYING CARD TEN OF CLUBS      |
| 🃛    | U+1F0DB | -          | &#x1F0DB; &#127195; | クラブのJ PLAYING CARD JACK OF CLUBS      |
| 🃜    | U+1F0DC | -          | &#x1F0DC; &#127196; | クラブのC PLAYING CARD KNIGHT OF CLUBS    |
| 🃝    | U+1F0DD | -          | &#x1F0DD; &#127197; | クラブのQ PLAYING CARD QUEEN OF CLUBS     |
| 🃞    | U+1F0DE | -          | &#x1F0DE; &#127198; | クラブのK PLAYING CARD KING OF CLUBS      |
| 🃟    | U+1F0DF | -          | &#x1F0DF; &#127199; | ジョーカー白 PLAYING CARD WHITE JOKER     |
| 🃠    | U+1F0E0 | -          | &#x1F0E0; &#127200; | 愚者 PLAYING CARD FOOL                    |
| 🃡    | U+1F0E1 | -          | &#x1F0E1; &#127201; | 切り札1 PLAYING CARD TRUMP-1              |
| 🃢    | U+1F0E2 | -          | &#x1F0E2; &#127202; | 切り札2 PLAYING CARD TRUMP-2              |
| 🃣    | U+1F0E3 | -          | &#x1F0E3; &#127203; | 切り札3 PLAYING CARD TRUMP-3              |
| 🃤    | U+1F0E4 | -          | &#x1F0E4; &#127204; | 切り札4 PLAYING CARD TRUMP-4              |
| 🃥    | U+1F0E5 | -          | &#x1F0E5; &#127205; | 切り札5 PLAYING CARD TRUMP-5              |
| 🃦    | U+1F0E6 | -          | &#x1F0E6; &#127206; | 切り札6 PLAYING CARD TRUMP-6              |
| 🃧    | U+1F0E7 | -          | &#x1F0E7; &#127207; | 切り札7 PLAYING CARD TRUMP-7              |
| 🃨    | U+1F0E8 | -          | &#x1F0E8; &#127208; | 切り札8 PLAYING CARD TRUMP-8              |
| 🃩    | U+1F0E9 | -          | &#x1F0E9; &#127209; | 切り札9 PLAYING CARD TRUMP-9              |
| 🃪    | U+1F0EA | -          | &#x1F0EA; &#127210; | 切り札10 PLAYING CARD TRUMP-10            |
| 🃫    | U+1F0EB | -          | &#x1F0EB; &#127211; | 切り札11 PLAYING CARD TRUMP-11            |
| 🃬    | U+1F0EC | -          | &#x1F0EC; &#127212; | 切り札12 PLAYING CARD TRUMP-12            |
| 🃭    | U+1F0ED | -          | &#x1F0ED; &#127213; | 切り札13 PLAYING CARD TRUMP-13            |
| 🃮    | U+1F0EE | -          | &#x1F0EE; &#127214; | 切り札14 PLAYING CARD TRUMP-14            |
| 🃯    | U+1F0EF | -          | &#x1F0EF; &#127215; | 切り札15 PLAYING CARD TRUMP-15            |
| 🃰    | U+1F0F0 | -          | &#x1F0F0; &#127216; | 切り札16 PLAYING CARD TRUMP-16            |
| 🃱    | U+1F0F1 | -          | &#x1F0F1; &#127217; | 切り札17 PLAYING CARD TRUMP-17            |
| 🃲    | U+1F0F2 | -          | &#x1F0F2; &#127218; | 切り札18 PLAYING CARD TRUMP-18            |
| 🃳    | U+1F0F3 | -          | &#x1F0F3; &#127219; | 切り札19 PLAYING CARD TRUMP-19            |
| 🃴    | U+1F0F4 | -          | &#x1F0F4; &#127220; | 切り札20 PLAYING CARD TRUMP-20            |
| 🃵    | U+1F0F5 | -          | &#x1F0F5; &#127221; | 切り札21 PLAYING CARD TRUMP-21            |

## 主なトランプ製造会社

### 海外
イギリス
- ワディントン

 オーストリア
- ピアトニク社

#### カルタムンディと傘下の製造会社
ベルギー
- カルタムンディ社 - 世界最大のカード製造会社。買収により以下の子会社を持つ。

 アメリカ
- U.Sプレイング・カード社 - 世界で代表的なトランプ製造業者、「ビー」、「バイスクル」、「タリホー」などのブランドで知られる。2019年12月にカルタムンディ社に買収され子会社化。

 フランス
- フランスカルト社 -「グリモー」ブランドなどを統合。2014年にカルタムンディ社に買収され子会社に。詳細は英語版の当該欄かフランス語版のフランスカルトの欄を参照。

 ドイツ
- ASS社 - 2002年カルタムンディ社に買収される。バイエルン・タロックのトップブランドでもある。

 スペイン
- エラクリオ・フルニエ社 - 2019年カルタムンディ社に買収。

 ブラジル
- コパッグ社 - 2005年カルタムンディ社に買収。

### 日本
- 任天堂 - 日本で代表的なトランプ製造業者で、絵柄をカスタムしたトランプの受注生産も請け負っている。
- エンゼルプレイングカード
- 大日本トランプ
- 日本カルタ - ウインドミル
- 天田印刷加工（現・エンスカイPLUS） - ジブリ関連などのキャラクター製品。上記のカルタムンディ社と提携し子会社の日本カードプロダクツを設立。
- 昇文堂-オリジナルトランプ製造

### かつてのトランプ製造会社
イギリス
- デ・ラ・ルー社

 日本
- エーストランプ（東洋トランプ）
- 平凡トランプ
- ユニバーサルトランプ